# Stephen Schnetzer
Stephen Schnetzer (Canton (Massachusetts), 11 juni 1948) is een Amerikaans acteur.

## Biografie
Schnetzer trouwde op 18 maart 1982 en heeft twee kinderen.
Naast het acteren is hij ook actief met voice-overwerk voor commercials.

## Filmografie

### Films
Uitgezonderd korte films.
- 2023 Nyad – alsa commentator
- 2020 A Case of Blue – als Richard
- 2017 Aardvark – als Don Herremans
- 2007 Ben's Plan – als Carl Stephens
- 2005 Brooklyn Lobster – als mr. Hammon
- 1988 Shattered innocence – als Danny Calloway
- 1983 Rage of Angels – als jonge advocaat
- 1976 The Taming of the Shrew – als Lucentio

### Televisieseries
Uitgezonderd eenmalige gastrollen.
- 2022 – 2024 The Bay – als Richard Kaufman – 15 afl.
- 2024 Days of Our Lives – als Steven Olson – 3 afl.
- 2015 Flesh and Bone – als LeRan Brousseau – 2 afl.
- 2013 Homeland – als dr. Cass Winthrop – 2 afl.
- 2010 Rubicon – als Arnold Hopper – 2 afl.
- 2003 – 2008 Law & Order: Special Victims Unit – als dr. Engles – 3 afl.
- 2008 The Wire – als Robert Ruby – 2 afl.
- 1999 – 2006 As the World Turns – als Cass Winthrop – 28 afl.
- 2002 Guiding Light – als Cass Winthrop – ? afl.
- 1983 – 1999 Another World – als Cass Winthrop – 66 afl.
- 1980 – 1982 One Life to Live – als Marcello Salta – 2 afl.
- 1978 – 1979 Days of Our Lives – als Steven Olson – 114 afl.

- Library of Congress Control Number: no2003093471
- Nationale Bibliotheek van Israël: 987007448071005171
- Virtual International Authority File: 66166076
- WorldCat: E39PBJdctv3yWTBxwwpVGRMQMP